# 11384 Sartre
11384 Sartre este o planetă minoră (asteroid) din centura de asteroizi. A fost descoperită pe 18 septembrie 1998 la Observatorul European Austral de Eric Walter Elst și a fost numită după Jean-Paul Sartre. 
Obiectul prezintă o orbită caracterizată de o semiaxă mare de 2,3998131 UAi, o excentricitate de 0,19, o înclinație de 2,68514 ° în raport cu ecliptica.